# Paroedura karstophila
Paroedura karstophila — вид геконоподібних ящірок родини геконових (Gekkonidae). Ендемік Мадагаскару.

## Поширення й екологія
Paroedura karstophila мешкають у районах Анкарана і Ампомбофофо на півночі острова Мадагаскар, а також Наморока і Бемараха на заході острова. Вони живуть у сухих тропічних лісах, що ростуть серед карстових скель, а також поселяються в печерах. Зустрічаються на висоті від 150 до 180 м над рівнем моря.